# Tilapia imbriferna
Coptodon imbriferna là một loài cá thuộc họ Cichlidae. Nó là loài đặc hữu của Cameroon.